# Misión di Nostra Signora di Guadalupe
La Misión de Nuestra Señora de Guadalupe de los Indios Mansos del río del Paso del Norte, (più comunemente chiamata solo Misión de Nuestra Señora de Guadalupe) è una missione di frati francescani fondata l'8 dicembre 1659, da Fray García de San Francisco e ubicata nel centro storico di Ciudad Juárez, nello stato di Chihuahua in Messico, che risulta essere ad oggi l'edificio più antico della città.

## Storia
La fondazione della Missione di Guadalupe, fu una conseguenza dell'espansione spagnola verso la zona settentrionale della Nuova Spagna. Secondo Francisco García Jiménez, meglio noto come "Fray García di San Francisco", gli indios Mansos gli si avvicinarono per chiedergli di insegnare loro il cristianesimo, così decise di farlo immediatamente. A metà del 1659, riprese la sua opera di evangelizzazione nella zona di El Paso e l'8 dicembre dello stesso anno fondò ufficialmente la Misión de Nuestra Señora de Guadalupe de los Mansos de El Paso del Río del Norte. L'attuale Ciudad Juárez era allora una cittadina indiana di circa 400 abitanti. Contemporaneamente, Fray García, dovette guidare l'ordine francescano del Nuovo Messico nel conflitto con il governatore Bernardo López de Mendizábal, per il quale dovette assentarsi. Ritornò alla missione di Guadalupe il 2 aprile 1662, quando benedisse la prima pietra angolare e le fondamenta del tempio che stavano costruendo. Quell'anno fu celebrato il primo matrimonio cattolico di una coppia di Mansos. Il 23 gennaio 1668 consacrò la chiesa missionaria di Guadalupe, che oggi si trova accanto alla cattedrale di Ciudad Juárez. Fray García rimase nella missione di Guadalupe fino al 1671, quando la lasciò per evangelizzare i Jumanos e Julimes nell'attuale Ojinaga, Chihuahua. Infine, Fray García, dopo più di 40 anni di lavoro missionario e dopo aver battezzato più di 10mila persone, secondo le cronache, si ritirò a Senecú dove morì il 22 gennaio 1673. La missione era incaricata di integrare gli indigeni nella società della Nuova Spagna, trasformandoli in cristiani e incorporandoli nel sistema economico e politico dominato dalla Spagna. Nel nord della Nuova Spagna, fungeva anche da barriera contro le incursioni dei cosiddetti "indiani barbari". Tanto che nel 1680, la missione di Guadalupe accolse un'inaspettata migrazione spagnola a seguito della ribellione degli indiani Pueblo, contro gli spagnoli del Nuovo Messico, guidati dal leader Popé, che dopo aver ucciso oltre 400 spagnoli, costrinse più di 2.000 coloni ad emigrare a El Paso. Dopo 12 anni, gli spagnoli, temendo che l'avanzata francese verso la valle del Mississippi proseguisse fino al Nuovo Messico, tornarono a Santa Fe, dopo un accordo con gli indiani Pueblo, che tra le altre cose, permetteva loro di continuare con le loro credenze tradizionali e di non adottare il cattolicesimo, se non lo avessero voluto. Dal 1941, sulla destra della Missione di Guadalupe, venne costruita la Cattedrale di Ciudad Juárez, anch'essa dedicata alla Madonna di Guadalupe.

## Descrizione

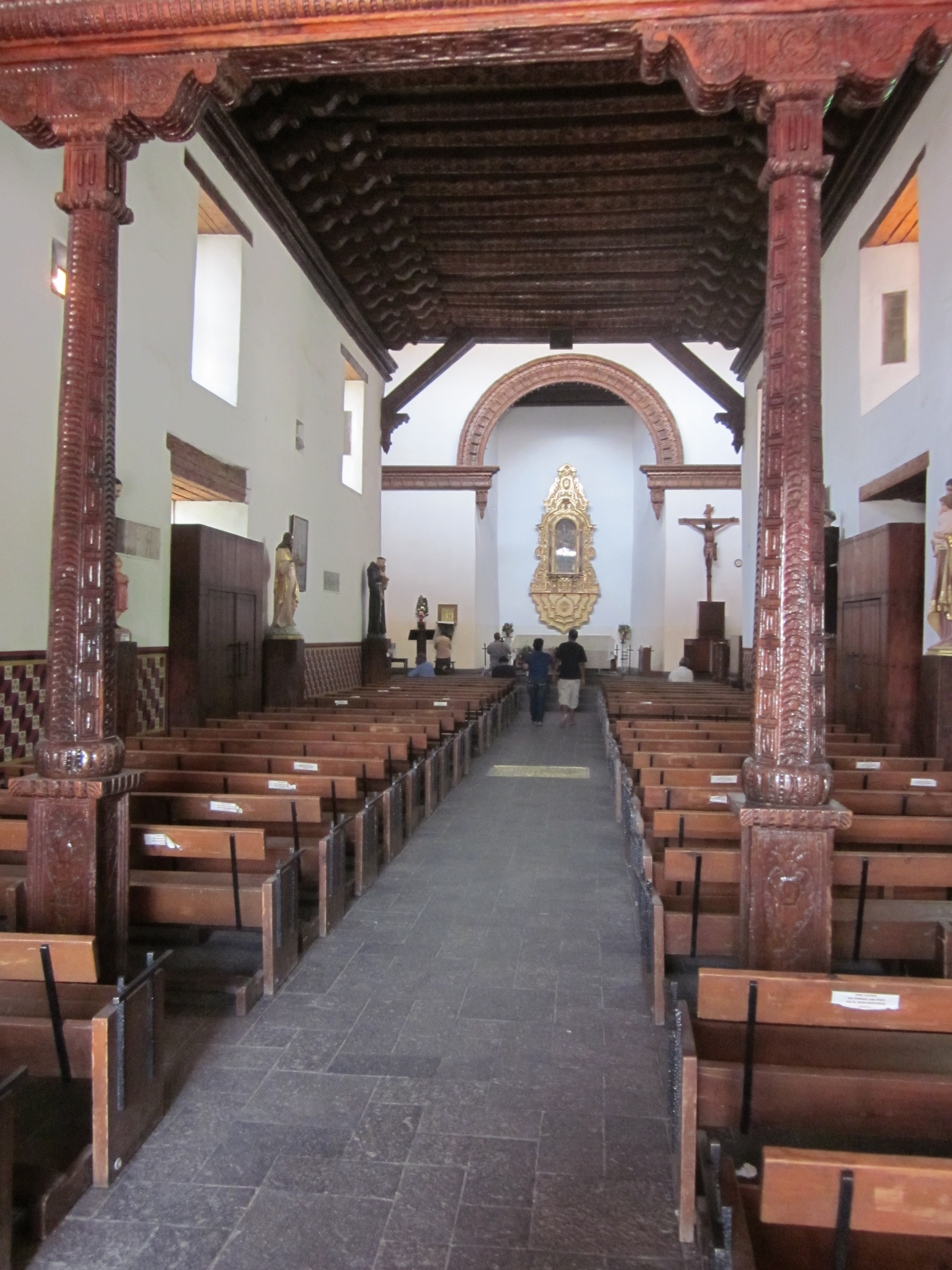
Interno della Missione di Guadalupe

Le sue pareti intonacate, sono fatte di mattoni. Le travi e i pilastri del tetto sono tronchi di palma portati dal sud del Messico e intagliati a mano. Sei travi sono andate perdute, 4 delle quali il 10 maggio 1911 e altre due nel 1913, quando le truppe di Francisco Villa presero la città. All'interno si trovano diverse statue lignee come "L'Immacolata Concezione" e "La Dolorosa" che sono più antiche della missione e si ritiene siano state scolpite in Europa, anche se non si sa esattamente dove. Al centro ha un altare in pietra, sotto il quale riposano i resti dei primi coloni. Il coro è in legno e il sostegno sono due eleganti colonne lignee coronate maestosamente. La porta d'ingresso al coro rimane chiusa per protezione, ma si possono ammirare i lavori sulle porte, perché sono quelli originali. Alla testa dell'altare c'è un pannello con l'immagine della Vergine di Guadalupe in una nicchia di legno e vetro finemente scolpita. L'intero edificio risale al XVII secolo e corrisponde al barocco messicano con motivi indigeni.

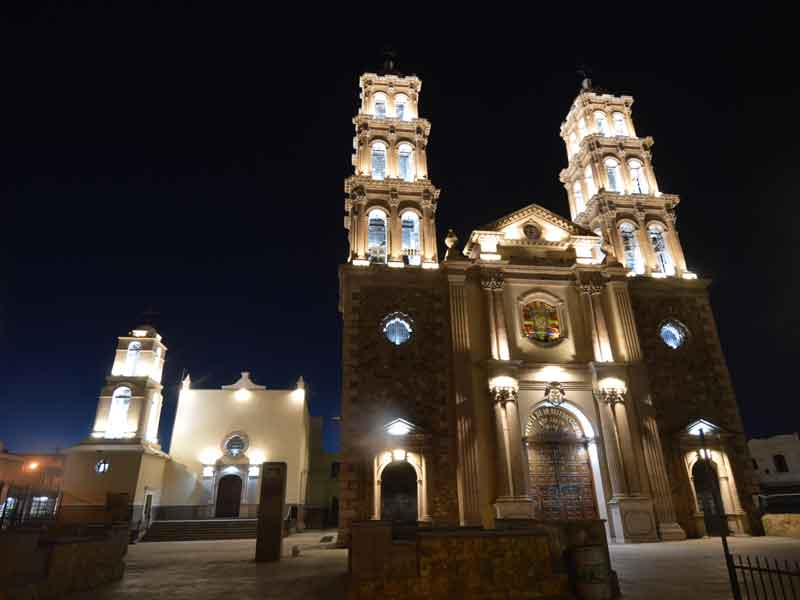
La piccola Misión de Nuestra Señora de Guadalupe e la Cattedrale di Ciudad Juárez, immagine notturna

La sua struttura non ha subito modifiche sostanziali. Si ha conoscenza di lavori di ristrutturazione nel 1895, effettuati da Ratten Bury e Davis, costruttori della città di El Paso, che interessarono solo la facciata. Tra il 1911 e il 1912 furono eseguiti anche piccoli lavori di restauro, commissionati a Carlos Prieto. Nel 1939 fu nuovamente ristrutturata e parte dell'arredamento fu cambiato. Un parere tecnico degli architetti e ingegneri di Juárez, rilasciato alla fine del 1967, stabilì che la missione era sul punto di crollare e per questo motivo, nel 1969, la sua struttura fu rinforzata.

## Statua di Fray García di San Francisco

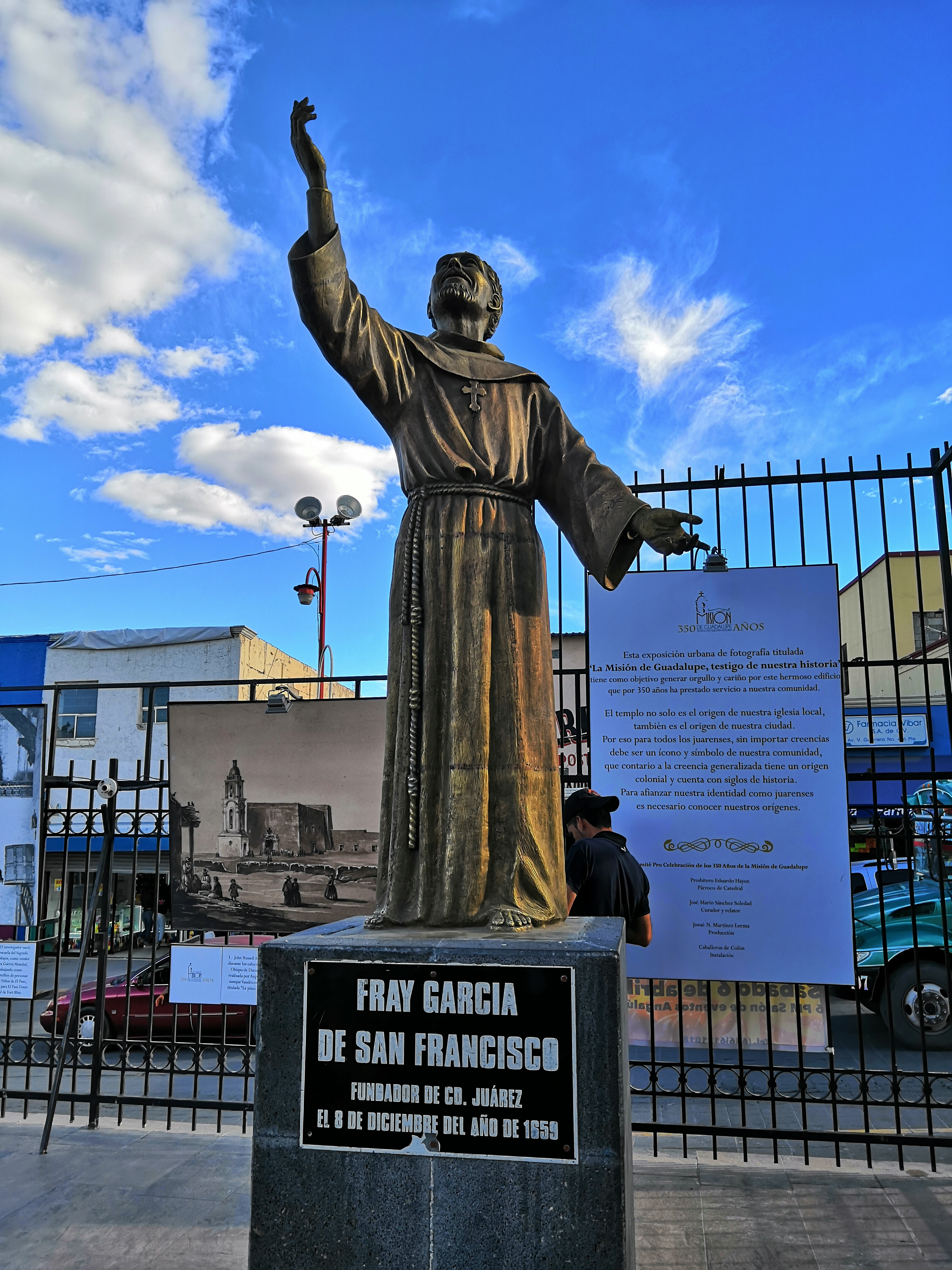
Statua di Fray García de San Francisco

Sulla sinistra della Missione, si trova la statua di Fray García di San Francisco, rivolta verso la cattedrale, realizzata nel 1985, dallo scultore José Guadalupe Díaz Nieto, in bronzo con piedistallo in pietra, per commemorare il fondatore della missione e della città e in onore della Missione di Nuestra Señora de Guadalupe de los Mansos del Pasodel Norte. La targa ai suoi piedi reca la scritta: